# Théo Faure
Pour les articles homonymes, voir Faure.
Théo Faure est un joueur français de volley-ball, né le 12 octobre 1999 à Pessac. Il mesure 2,02 m et joue attaquant (pointu). Il évolue actuellement dans le championnat italien au Top Volley Latina.

## Biographie
Né dans une famille de volleyeurs, il est le fils du joueur et entraîneur français Stéphane Faure et de la joueuse allemande Beate Bühler (en). Il né à Pessac et grandit à Gradignan.
Sportif dès son plus jeune âge, il fait différents sports : tennis, handball, basket, tennis de table.
Il commence le volley à 10 pour jouer avec un ami.
Il joue tout d’abord à l’US Talence où il intègre le pôle espoir puis se dirige vers les Spacer's Toulouse (2017-2021), où il signe son premier contrat professionnel (2019).
Pour passer un cap, il évolue ensuite avec le Montpellier Hérault Sport Club (2021-2023) où il a remplacé Ryan Sclater (en).
Il fait partie des jeunes joueurs de l'équipe de France, avec laquelle il a participé notamment à la Ligue des nations masculine de volley-ball 2021.
En juillet 2023, il intègre le Top Volley Latina(aussi connu sous le nom Top Volley Cisterna). Espoir montant du championnat français, il fait ce choix afin de sortir de sa zone de confort. On retrouve dans championnat italien les plus grosses équipes du monde et c’est l’occasion pour Théo d’acquérir le plus d’expérience possible et de grandir sportivement,. Début 2024, il prolonge avec l’équipe italienne jusqu’en 2026.
Alternant entre la réserve et l’équipe première de l’équipe de France entre 2021 et 2024, il fait ses marques pour en devenir titulaire. Il fait la préparation et à la première semaine de la Ligue des nations 2023 ainsi que la préparation de l’Euro de la même année. Il profite de la blessure de Stephen Boyer et de ses très bons résultats lors de ses quelques sélections pour être sélectionné, par le sélectionneur italien de l’équipe de France Andrea Giani, pour la ligue des nations 2024 et les Jeux Olympique de Paris 2024,.
Le 10 août 2024, il devient champion olympique avec l’équipe de France en battant les Polonais (25-19, 25-20, 25-23). Pour cette performance, il est nommé, le 23 septembre 2024, dans l'ordre national de la Légion d'honneur au grade de chevalier.
« Fils de »,Théo Faure, hérite d’un riche bagage familial, mais avance sereinement dans sa carrière, franchissant chaque étape avec brio. Sans jamais céder à la pression, il accorde autant d’importance aux résultats qu’à l’esprit d’équipe et aux liens avec ses « copains ».

## Études
Théo Faure s’engage dans les études dû à une famille curieuse des sciences et pour préparer un avenir sans le volley.
D’abord en lycée traditionnel à Gradignan, il bénéficie dès sa première d’aménagements spécifiques. Logé au CREPS, en internat, il alterne entre cours et entraînement.
Après son bac, il intègre l’INSA de Toulouse, école d’ingénieur, en génie physique. Le cursus de l’INSA de Toulouse s’étalant normalement sur 5 ans, il bénéficie en tant que sportif de haut niveau, d’aménagement qui lui permettent de suivre les cours sur plus d’années. En 4e année, il fait ses deux premières années en trois ans, alors qu’il jouait aux Spacer’s à Toulouse. Sa troisième année s’est étalée sur deux ans entre Toulouse et Montpellier. Depuis 2023, il prépare sa 4e année, qu’il prévoit de suivre sur 3 à 4 ans par correspondance.
Les études lui permettent de s’évader et de faire quelque chose complètement différent du sport, ce qui lui apporte un équilibre mental.

## Palmarès

### Équipe de France
- Ligue des nations de volley-ball : 
  -  Champion : 2024[13]
  - Troisième : 2021[13]
- Jeux Olympiques de Paris 2024 :
  -  Champion Olympique[13],[10]

### Club
- Championnat de France de Volley :
  -  Champion de France 2023 avec le Montpellier Hérault Sport Club[3]
- SuperCoupe :
  -  Champion 2022 avec le Montpellier Hérault Sport Club[14]

### Individuel
- Meilleur pointu Italian Serie A1 2023/24[15]
- MVP des finales de SuperCoupe 2022[14]

## Distinctions

### Décorations
Chevalier de la Légion d'honneur (décret du 23 septembre 2024)